# Хартвиг, Андре
Андре Хартвиг (нем. André Hartwig; род. 14 марта 1983) — немецкий шорт-трекист, четырёхкратный призёр чемпионата Европы 2002, 2004, 2005 и 2006 года. Участник зимних Олимпийских игр 2002 и 2006 года.

## Спортивная карьера
Андре Хартвиг родился в городе Росток, ГДР. Тренировался на базе клуба «Energie Sportverein „Turbine“ Rostock», Росток. За его подготовку отвечала тренер — Карин Шмидт. Хартвигу принадлежат 4 национальных рекорда Германии. Последний из них он установил 30 октября 2004 года в Пекине, где с результатом 6:55,049 четвёрка немецких шорт-трекистов выступала в забеге эстафеты на 3000 м.
Первую медаль на соревновании международного уровня Хартвиг выиграл во время чемпионата Европы по шорт-треку 2002 года во французском городе — Гренобль. Его команда в мужской эстафете на 5000 м с результатом 7:33.232 выиграла бронзовые медали, уступив первенство соперникам из Бельгии (7:22.452 — 2-е место) и Италии (7:20.752 — 1-е место).
Последними в его карьере Олимпийскими играми стали соревнования 2006 года, где Хартвиг был заявлен для участия в эстафете. Во время мужской эстафеты на 5000 м его команда в финале В с результатом 7:13.338 заняла третье место. В общем итоге они заняли 7-ю позицию.